# Forte de São Bruno
O Forte de São Bruno (de Caxias) localiza-se em Caxias, na confluência da ribeira de Barcarena com o Estuário do Tejo. Pertence à freguesia de Oeiras e S. Julião da Barra, Paço de Arcos e Caxias, Município de Oeiras, Costa de Lisboa.
Foi edificado no contexto da Guerra da Restauração da independência portuguesa, integrante da linha de fortificações da barra do Tejo, que se estendia do cabo da Roca até à Torre de Belém. Cruzava fogos com o  Forte de Nossa Senhora de Porto Salvo (a Oeste).
Não deve ser confundido com o Forte de D. Luís I (Forte-prisão de Caxias), integrante do Campo Entrincheirado de Lisboa, erguido em Caxias ao final do século XIX e, em 1935, transformado em prisão política pelo Estado Novo Português.

## História
Foi erguido por determinação do Conselho de Guerra de D. João IV (1640-1656), sob a supervisão de D. António Luís de Meneses (1596-1675), 3° conde de Cantanhede, na qualidade de Governador das Armas da Praça de Cascais. Concluído em 1647, fazia parte da 1ª linha de fortificações marítimas e fluviais, erguidas à época entre o Cabo da Roca e a Torre de Belém, para defesa da cidade de Lisboa.
Ao se iniciar o século XVIII, o conde D. Rodrigo da Silveira foi nomeado seu governador (1701), mas já em 1735, padecendo de assoreamento, encontrava-se desativado e a sua artilharia inutilizada. Encontra-se representado por João Tomás Correia no "Livro de Várias Plantas Deste Reino", de 1736.
Anos mais tarde, em 1751, encontrava-se restaurado, mas, mesmo artilhado, em 1777 encontrava-se desguarnecido, habitado por uma família de civis. Ao se encerrar o século, foi nomeado como seu governador Manoel António da Cunha (1800), encontrando-se guarnecido em 1802, artilhado com onze peças.
No século XIX, com a perda da sua função defensiva diante da evolução dos meios bélicos, foi desartilhado, e utilizado em outras funções: em 1815 encontrava-se novamente invadido pelas areias com a sua tenalha direita derrubada, faltando portas e janelas; entre 1831-1832, tendo o Infante D. Francisco construído um palacete fronteiro ao forte, passou a servir-se do monumento como alvo para exercícios de tiro; foi arrendado por nove anos ao bacharel João Cardoso Ferraz de Miranda (1878); em 1895 a Administração-geral das Alfândegas solicitou a cessão do imóvel para nele instalar um posto fiscal.
No início do século XX, após obras de adaptação, foi finalmente cedido à Guarda Fiscal, que o ocupou até 1946, quando ali se instalou a Mocidade Portuguesa. Data deste período a primeira intervenção de conservação e restauro promovida pela Direcção-Geral dos Edifícios e Monumentos Nacionais (DGEMN, 1952-1958).
Após a Revolução dos Cravos as suas instalações foram entregues ao Fundo de Apoio às Organizações Juvenis para serem utilizadas como colónia de férias (1976). No ano seguinte, passou para a Associação Portuguesa de Pousadas da Juventude.
Encontra-se classificado como Imóvel de Interesse Público através do Decreto nº 95, de 12 de Setembro de 1978. Recuperado pela DGEMN (1982 e 1984-1986), desde 22 de Outubro de 1984 encontrava-se cedido ao Corpo de Voluntários Salvadores Náuticos, que lhe manteve bem conservadas as instalações. Em 1997, a DGEMN e a Câmara Municipal de Oeiras procederam-lhe novas obras de recuperação e de reabilitação. Finalmente, em 2000, a Câmara Municipal intervencionou a sua envolvente, proporcionando um espaço mais agradável aos visitantes e uma melhor acessibilidade ao forte.
Em bom estado de conservação, constitui-se hoje em sede de honra da Associação Portuguesa dos Amigos dos Castelos, que aqui comemora anualmente, a 29 de Julho, o aniversário dos Amigos dos Castelos.

## Características
Pequena fortificação marítima, abaluartada, com planta poligonal estrelada, em estilo barroco. Implantada sobre um afloramento rochoso na margem do rio, em seu traçado prevalece a funcionalidade sobre a ornamentação.
Pelo lado de terra, abre-se o Portão de Armas, de arco pleno sobre pilastras, encimado por placa epigráfica de pedra datada de 1647 e pela pedra de armas de Portugal. A placa reza:
"D IOAO 4° REI D PORTVGAL MANDOV / FAZER ESTA OBRA SENDO GOR DAS / ARMAS DA PRAÇA DE CASCAIS O / CONDE DE CANTANHEDE DOS / CONSº DE ESTADO E GUERRA D / S MGDE VEDOR DE SVA FZDA / A CVJA ORDEM COMETEV O EFEITO DELLA / ANNO 1647"
O núcleo central do forte apresenta planta retangular, com dependências abobadadas e duas baterias para tiro rasante pelo lado do rio. Acima das dependências, em terraço lajeado, abre-se a bateria elevada.
Dois baluartes defendem o lado de terra e o portão, apresentando nos vértices guaritas quadrangulares encimadas por cúpulas piramidais.

## Curiosidades
- O nome do forte deve-se ao facto de que, à época, a sua construção era próxima ao Convento de Laveiras dos frades cartuxos de São Bruno.
- Este forte integrava as chamadas Linhas de Torres à época da Guerra Peninsular.

## Galeria

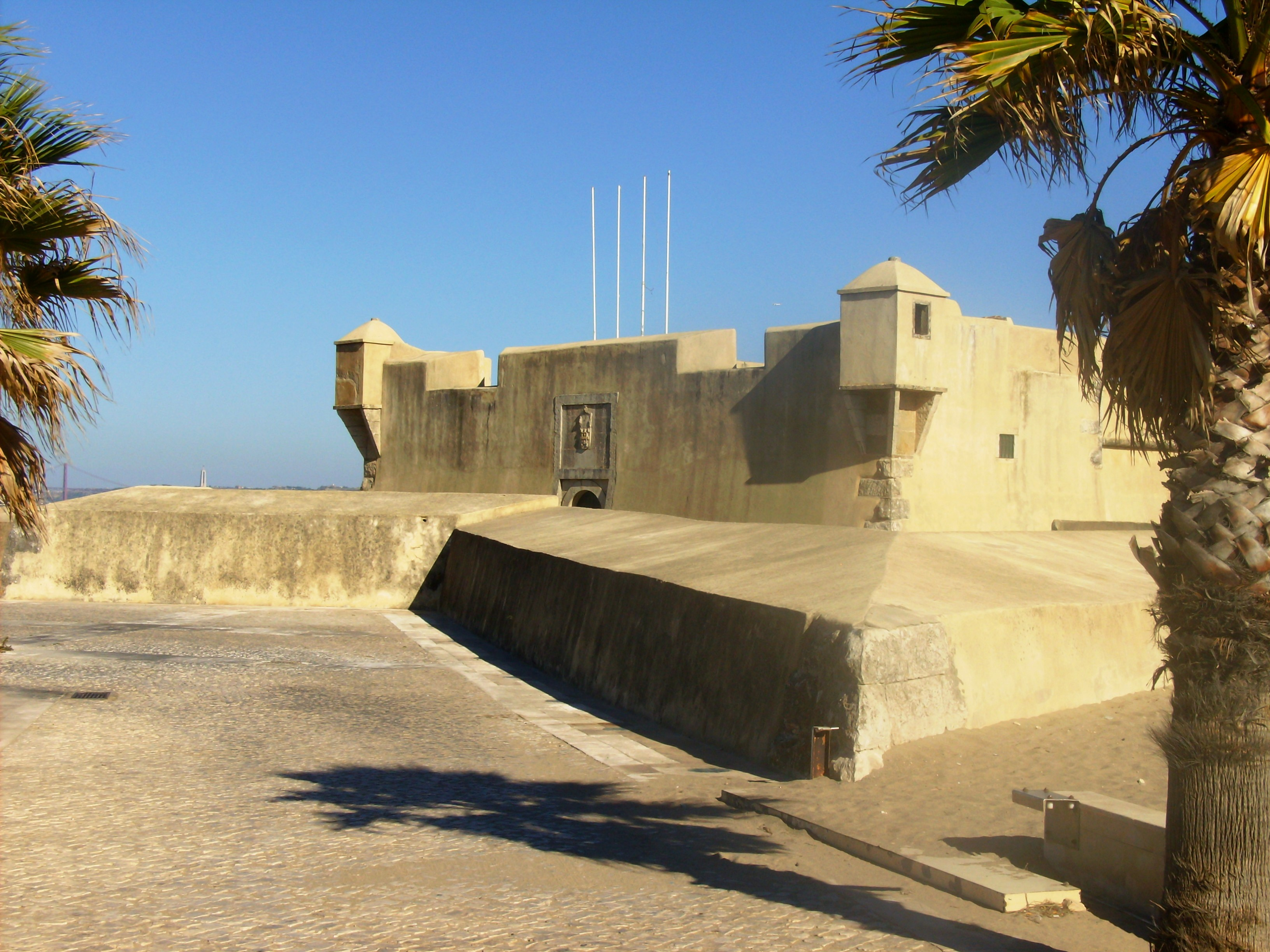
Fachada
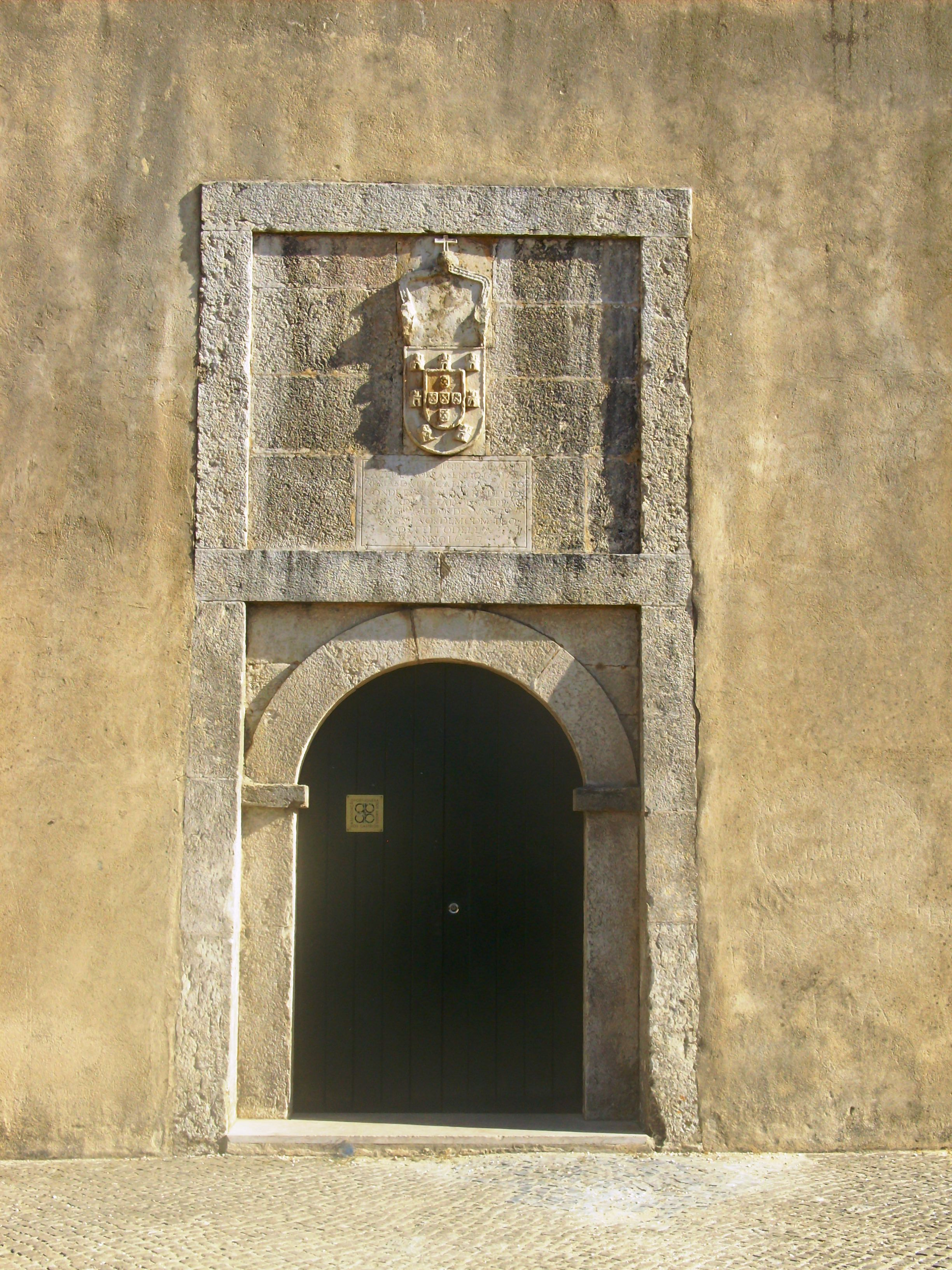
Porta de Armas
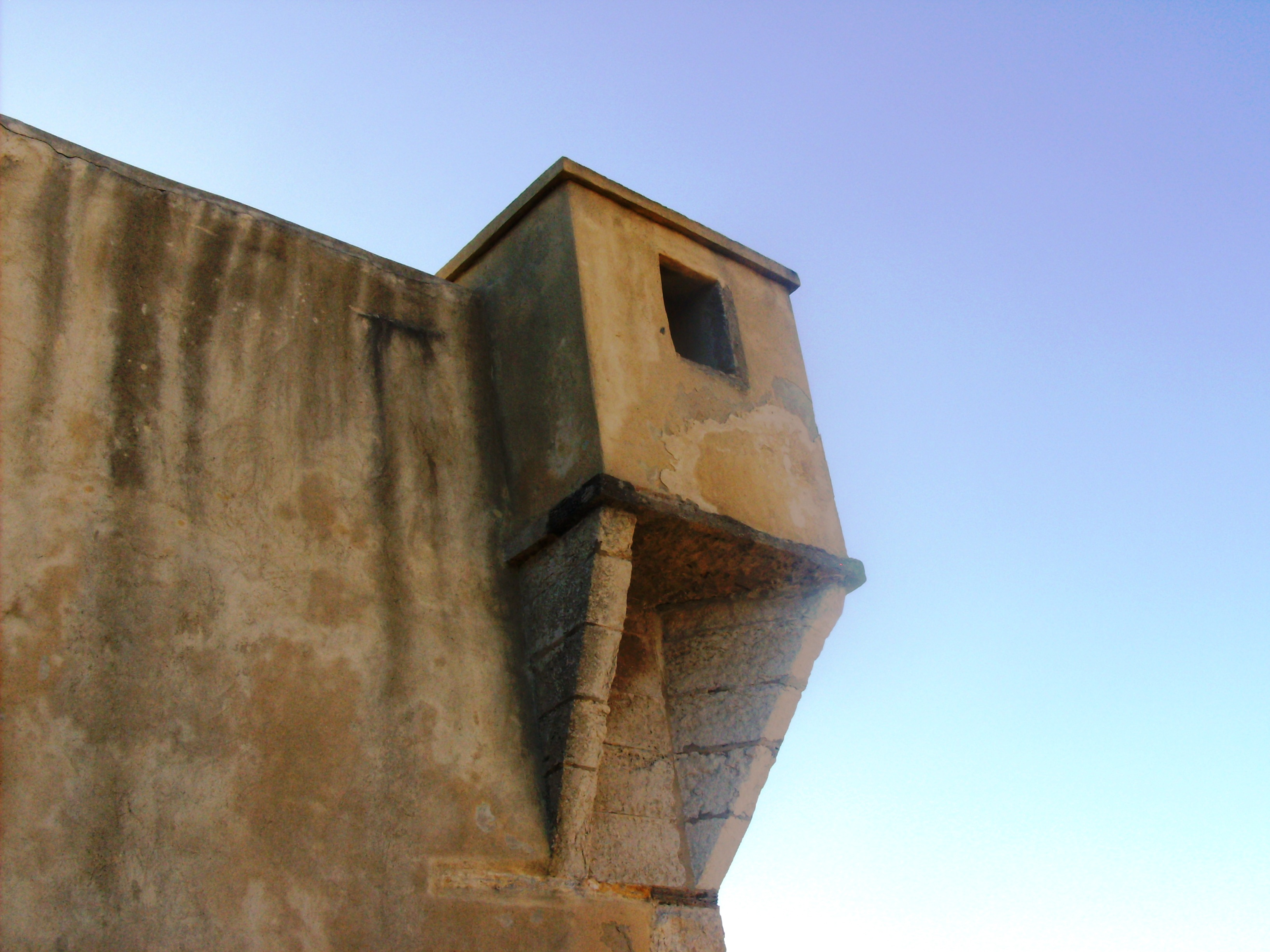
Guarita
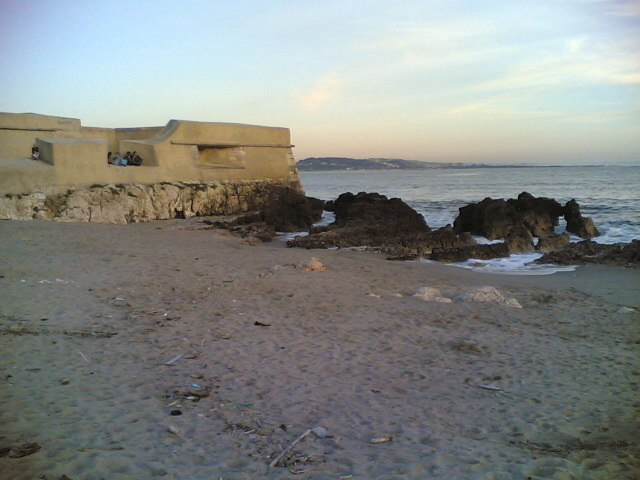
Lateral direita